# هرمان فون بارث
هرمان فون بارث (بالألمانية: Hermann von Barth)‏ هو متسلق جبال ألماني، ولد في 5 يونيو 1845 في يوراسبورغ في ألمانيا، وتوفي في 7 ديسمبر 1876 في لواندا في أنغولا.